# Список эпизодов телесериала «Подпольная империя»
«Подпольная империя» (англ. Boardwalk Empire) — американский телесериал кабельной сети HBO о зарождении крупного игорного центра Атлантик-Сити в 20-е годы XX века во времена «Сухого закона».

## Обзор сезонов
| Сезон | Сезон | Эпизоды | Оригинальная дата показа | Оригинальная дата показа | Зрители в США (млн) |
| Сезон | Сезон | Эпизоды | Премьера сезона          | Финал сезона             | Зрители в США (млн) |
| ----- | ----- | ------- | ------------------------ | ------------------------ | ------------------- |
|       | 1     | 12      | 19 сентября 2010         | 5 декабря 2010           | 3,17                |
|       | 2     | 12      | 25 сентября 2011         | 11 декабря 2011          | 2,73                |
|       | 3     | 12      | 16 сентября 2012         | 2 декабря 2012           | 2,32                |
|       | 4     | 12      | 8 сентября 2013          | 24 ноября 2013           | 2,05                |
|       | 5     | 8       | 7 сентября 2014          | 26 октября 2014          | 2,01                |

## Список серий

### Сезон 1 (2010)
| № общий | № в сезоне | Название                                            | Режиссёр            | Автор сценария                 | Дата премьеры    | Зрители в США (млн) |
| ------- | ---------- | --------------------------------------------------- | ------------------- | ------------------------------ | ---------------- | ------------------- |
| 1       | 1          | «Подпольная империя» «Boardwalk Empire»             | Мартин Скорсезе     | Теренс Уинтер                  | 19 сентября 2010 | 4,81                |
| 2       | 2          | «Башня из слоновой кости» «The Ivory Tower»         | Тим Ван Паттен      | Теренс Уинтер                  | 26 сентября 2010 | 3,33                |
| 3       | 3          | «Бродвейский экспресс» «Broadway Limited»           | Тим Ван Паттен      | Маргарет Негл                  | 3 октября 2010   | 3,41                |
| 4       | 4          | «Анастасия» «Anastasia»                             | Джереми Подесва     | Лоуренс Коннер и Маргарет Негл | 10 октября 2010  | 2,57                |
| 5       | 5          | «Ночи в Балигране» «Nights in Ballygran»            | Алан Тейлор         | Лоуренс Коннер                 | 17 октября 2010  | 2,85                |
| 6       | 6          | «Семейные ограничения» «Family Limitation»          | Тим Ван Паттен      | Говард Кордер                  | 24 октября 2010  | 2,81                |
| 7       | 7          | «Дом» «Home»                                        | Аллен Култер        | Тим Ван Паттен и Пол Симмс     | 31 октября 2010  | 2,67                |
| 8       | 8          | «Оставь меня в раю» «Hold Me in Paradise»           | Брайан Кирк         | Мег Джексон                    | 7 ноября 2010    | 3,21                |
| 9       | 9          | «Для милых дам» «Belle Femme»                       | Брэд Андерсон       | Стив Корнаки                   | 14 ноября 2010   | 2,98                |
| 10      | 10         | «Изумрудный город» «The Emerald City»               | Саймон Келлан Джонс | Лоуренс Коннер                 | 21 ноября 2010   | 3,05                |
| 11      | 11         | «Парижская зелень» «Paris Green»                    | Аллен Култер        | Говард Кордер                  | 28 ноября 2010   | 3,00                |
| 12      | 12         | «Возвращение к нормальности» «A Return to Normalcy» | Тим Ван Паттен      | Теренс Уинтер                  | 5 декабря 2010   | 3,29                |

### Сезон 2 (2011)
| № общий | № в сезоне | Название                                                           | Режиссёр        | Автор сценария                               | Дата премьеры    | Зрители в США (млн) |
| ------- | ---------- | ------------------------------------------------------------------ | --------------- | -------------------------------------------- | ---------------- | ------------------- |
| 13      | 1          | «21-й» «21»                                                        | Тим Ван Паттен  | Теренс Уинтер                                | 25 сентября 2011 | 2,91                |
| 14      | 2          | «Сами по себе» «Ourselves Alone»                                   | Дэвид Петрарка  | Говард Кордер                                | 2 октября 2011   | 2,59                |
| 15      | 3          | «Опасные связи» «A Dangerous Maid»                                 | Сюзанна Уайт    | Итамар Мозес                                 | 9 октября 2011   | 2,86                |
| 16      | 4          | «Что делает пчела?» «What Does the Bee Do?»                        | Эд Бьянчи       | Стив Корнаки                                 | 16 октября 2011  | 2,55                |
| 17      | 5          | «Дешёвые слова» «Gimcrack and Bunkum»                              | Тим Ван Паттен  | Говард Кордер                                | 23 октября 2011  | 2,69                |
| 18      | 6          | «Век разума» «The Age of Reason»                                   | Джереми Подесва | Батшеба Доран                                | 30 октября 2011  | 2,63                |
| 19      | 7          | «Старая заноза» «Peg of Old»                                       | Аллен Култер    | Говард Кордер и Стив Корнаки и Батшеба Доран | 6 ноября 2011    | 2,74                |
| 20      | 8          | «Две лодки и спасатель» «Two Boats and a Lifeguard»                | Тим Ван Паттен  | Теренс Уинтер                                | 13 ноября 2011   | 2,54                |
| 21      | 9          | «Битва века» «Battle of the Century»                               | Брэд Андерсон   | Стив Корнаки                                 | 20 ноября 2011   | 2,55                |
| 22      | 10         | «Персиковый штат» «Georgia Peaches»                                | Джереми Подесва | Дэйв Флеботт                                 | 27 ноября 2011   | 2,73                |
| 23      | 11         | «Под Божьей властью процветает» «Under God's Power She Flourishes» | Аллен Култер    | Говард Кордер                                | 4 декабря 2011   | 2,97                |
| 24      | 12         | «За Павших» «To the Lost»                                          | Тим Ван Паттен  | Теренс Уинтер                                | 11 декабря 2011  | 3,08                |

### Сезон 3 (2012)
| № общий | № в сезоне | Название                               | Режиссёр        | Автор сценария                | Дата премьеры    | Зрители в США (млн) |
| ------- | ---------- | -------------------------------------- | --------------- | ----------------------------- | ---------------- | ------------------- |
| 25      | 1          | «Обещание» «Resolution»                | Тим Ван Паттен  | Теренс Уинтер                 | 16 сентября 2012 | 2,89                |
| 26      | 2          | «Спагетти и кофе» «Spaghetti & Coffee» | Алик Сахаров    | Говард Кордер                 | 23 сентября 2012 | 2,62                |
| 27      | 3          | «Боун фор туна» «Bone for Tuna»        | Джереми Подесва | Крис Хэддок                   | 30 сентября 2012 | 2,36                |
| 28      | 4          | «Мальчик-колокольчик» «Blue Bell Boy»  | Кари Скогланд   | Дэвид Стенн                   | 7 октября 2012   | 2,11                |
| 29      | 5          | «Ты удивишься» «You'd Be Surprised»    | Тим Ван Паттен  | Дайан Фролов и Эндрю Шнайдер  | 14 октября 2012  | 2,19                |
| 30      | 6          | «Гинг-гэнг-гули» «Ging Gang Goolie»    | Эд Бьянчи       | Стив Корнаки                  | 21 октября 2012  | 2,34                |
| 31      | 7          | «Праздничный костюм» «Sunday Best»     | Аллен Култер    | Говард Кордер                 | 28 октября 2012  | 1,97                |
| 32      | 8          | «Пони» «The Pony»                      | Тим Ван Паттен  | Теренс Уинтер и Говард Кордер | 4 ноября 2012    | 2,09                |
| 33      | 9          | «Блаженны нищие» «The Milkmaid's Lot»  | Эд Бьянчи       | Ролин Джонс                   | 11 ноября 2012   | 2,06                |
| 34      | 10         | «Уведи у вора...» «A Man, A Plan...»   | Джереми Подесва | Дэйв Флеботт                  | 18 ноября 2012   | 2,18                |
| 35      | 11         | «Двое вне закона» «Two Imposters»      | Аллен Култер    | Говард Кордер                 | 25 ноября 2012   | 2,30                |
| 36      | 12         | «Пески Маргейта» «Margate Sands»       | Тим Ван Паттен  | Теренс Уинтер и Говард Кордер | 2 декабря 2012   | 2,73                |

### Сезон 4 (2013)
| № общий | № в сезоне | Название                                      | Режиссёр        | Автор сценария                               | Дата премьеры    | Зрители в США (млн) |
| ------- | ---------- | --------------------------------------------- | --------------- | -------------------------------------------- | ---------------- | ------------------- |
| 37      | 1          | «Кислый Нью-Йорк» «New York Sour»             | Тим Ван Паттен  | Говард Кордер                                | 8 сентября 2013  | 2,38                |
| 38      | 2          | «Отставка» «Resignation»                      | Алик Сахаров    | Деннис Лихейн и Говард Кордер                | 15 сентября 2013 | 2,21                |
| 39      | 3          | «Акры алмазов» «Acres of Diamonds»            | Аллен Култер    | Теренс Уинтер                                | 22 сентября 2013 | 1,87                |
| 40      | 4          | «Всё включено» «All In»                       | Эд Бьянчи       | Дэвид Мэттьюс                                | 29 сентября 2013 | 1,99                |
| 41      | 5          | «Лесной царь» «Erlkönig»                      | Тим Ван Паттен  | Говард Кордер                                | 6 октября 2013   | 2,09                |
| 42      | 6          | «Северная звезда» «The North Star»            | Аллен Култер    | Эрик Овермайер и Говард Кордер               | 13 октября 2013  | 1,90                |
| 43      | 7          | «Уильям Уилсон» «William Wilson»              | Джереми Подесва | Дэвид Мэттьюс и Теренс Уинтер                | 20 октября 2013  | 2,16                |
| 44      | 8          | «Старый корабль Сиона» «The Old Ship of Zion» | Тим Ван Паттен  | Кристин Чемберс и Говард Кордер              | 27 октября 2013  | 1,91                |
| 45      | 9          | «Брак и охота» «Marriage and Hunting»         | Эд Бьянчи       | Дэвид Мэттьюс и Дженнифер Эймс и Стив Тёрнер | 3 ноября 2013    | 1,90                |
| 46      | 10         | «Плата за „Уайт Хорс“» «White Horse Pike»     | Джейк Пэлтроу   | Дэйв Флеботт                                 | 10 ноября 2013   | 2,08                |
| 47      | 11         | «Гавр-де-Грейс» «Havre de Grace»              | Аллен Култер    | Говард Кордер                                | 17 ноября 2013   | 1,98                |
| 48      | 12         | «Прощай папа Блюз» «Farewell Daddy Blues»     | Тим Ван Паттен  | Теренс Уинтер и Говард Кордер                | 24 ноября 2013   | 2,18                |

### Сезон 5 (2014)
| № общий | № в сезоне | Название                                                  | Режиссёр        | Автор сценария                                     | Дата премьеры    | Зрители в США (млн) |
| ------- | ---------- | --------------------------------------------------------- | --------------- | -------------------------------------------------- | ---------------- | ------------------- |
| 49      | 1          | «Золотое время молодёжи» «Golden Days for Boys and Girls» | Тим Ван Паттен  | Говард Кордер                                      | 7 сентября 2014  | 2,37                |
| 50      | 2          | «Хороший слушатель» «The Good Listener»                   | Аллен Култер    | Теренс Уинтер                                      | 14 сентября 2014 | 1,81                |
| 51      | 3          | «Что Иисус сказал» «What Jesus Said»                      | Эд Бьянчи       | Кристин Чемберс и Говард Кордер                    | 21 сентября 2014 | 2,11                |
| 52      | 4          | «Сколько» «Cuanto»                                        | Джейк Пэлтроу   | Говард Кордер, Кристин Чемберс и Теренс Уинтер     | 28 сентября 2014 | 2,05                |
| 53      | 5          | «Король Норвегии» «King of Norway»                        | Эд Бьянчи       | Стив Корнаки                                       | 5 октября 2014   | 1,94                |
| 54      | 6          | «Дьявол, которого ты знаешь» «Devil You Know»             | Джереми Подесва | Говард Кордер                                      | 12 октября 2014  | 1,55                |
| 55      | 7          | «Недружелюбный ребёнок» «Friendless Child»                | Аллен Култер    | Риккардо ДиЛорето, Кристин Чемберс и Говард Кордер | 19 октября 2014  | 1,95                |
| 56      | 8          | «Эльдорадо» «Eldorado»                                    | Тим Ван Паттен  | Говард Кордер и Теренс Уинтер                      | 26 октября 2014  | 2,33                |